# Mateřídouška panonská
Mateřídouška panonská (Thymus pannonicus) je aromatická rostlina z čeledi hluchavkovitých, jeden ze čtyř nejrozšířenějších druhů mateřídoušek na českém území. Její využití coby léčivé a medonosné rostliny je stejné jako u jiných mateřídoušek.

## Popis
Na bázi dřevnatějící vytrvalá bylina nebo polokeř tvořící bochánkovité trsy, s přímými, vystoupavými nebo krátce poléhavými lodyhami, které jsou sympodiálně větvené, tedy vždy zakončené květonosným výhonem, sterilní výhony vyrůstají po stranách nebo chybějí. Stonky jsou nevýrazně čtyřhranné až téměř válcovité, více či méně hustě chlupaté, a to rovnoměrně po všech stranách. Listy jsou kopinaté nebo oválné, kratičce řapíkaté nebo téměř přisedlé, na celé lodyze v zásadě stejného tvaru a velikosti. Květy jsou oboupohlavné, uspořádaného do koncového lichoklasu složeného z lichopřeslenů; koruny světle fialové, poměrně drobné, na vřeteni květenství a kalichu bývají drobné žlázky. Kvete v květnu až červenci, opylována je hmyzem, plody jsou tvrdky.

## Ekologie a rozšíření
Silně světlomilná a poměrně teplomilná rostlina, preferující suché, hlubší, dobře mineralizované půdy a mírně kyselé, neutrální nebo bazické podloží; na silně kyselých půdách se nevyskytuje. Vyrůstá v suchých širokolistých i úzkolistých (stepních) trávnících, v lesostepních mozaikách trávníků a křovin, v lemech teplomilných lesů, na výslunných zvětralých svazích apod. V ČR se vyskytuje  roztroušeně v termofytiku, a to jak panonském (jižní Morava), tak i českém (severozápadní Čechy, Český kras, okolí Prahy), případně též na jeho hranicích s nejteplejšími oblastmi mezofytika; v české květeně je řazena mezi vzácnější druhy kategorie C4a. Celkový areál druhu zahrnuje lesostepní oblast od střední Evropy přes Balkán, Ukrajinu a Rusko až po jihozápadní Sibiř, podhůří Ťan-šanu a Sin-ťiang v Číně, roste též v jihozápadní Evropě a na Kavkaze.

## Taxonomická poznámka
Jako jiné mateřídoušky patří v čeledi hluchavkovitých do podčeledi Nepetoideae, tribu Mentheae a subtribu Menthinae. Do agregátu (souboru blízce příbuzných taxonů) mateřídoušky panonské (Thymus pannonicus agg.) patří v české květeně ještě velmi podobná a poměrně obtížně rozlišitelná mateřídouška olysalá (Thymus glabrescens), lišící se velikostně i tvarově variujícím olistěním (heterofylií) a častými sterilními výhony, někdy až monopodiálním větvením. Vyskytuje se více na jižní Moravě, v českém termofytiku vzácněji, v červeném seznamu je řazena do kategorie C3. Oba druhy jsou značně morfologicky variabilní a vytvářejí často přechodné jedince, co se týče velikosti a tvaru listů. Existuje též jejich vzájemný kříženec Thymus ×sparsipilus. V některých pojetích, včetně databáze Plants of the World, je mateřídouška panonská považovaná za pouhý poddruh mateřídoušky vejčité (jako Thymus pulegioides subsp. pannonicus), zatímco mateřídouška olysalá za samostatný druh Thymus odoratissimus.